# Список умерших в 1176 году

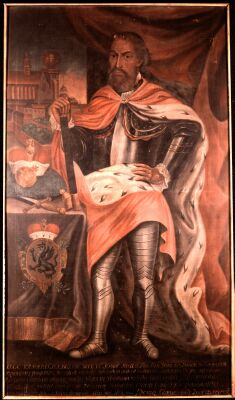
Якса из Копаницы

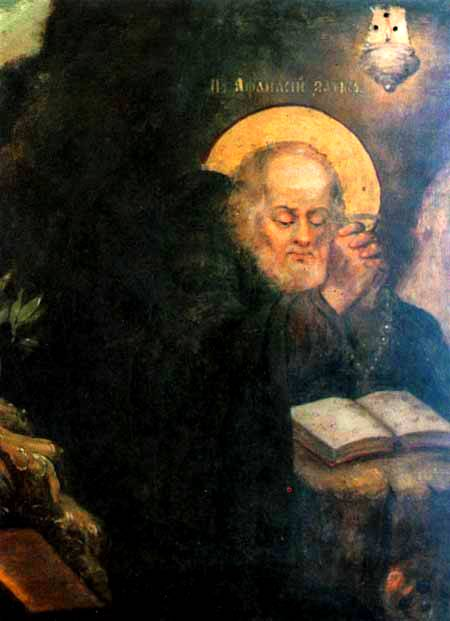
Афанасий Затворник

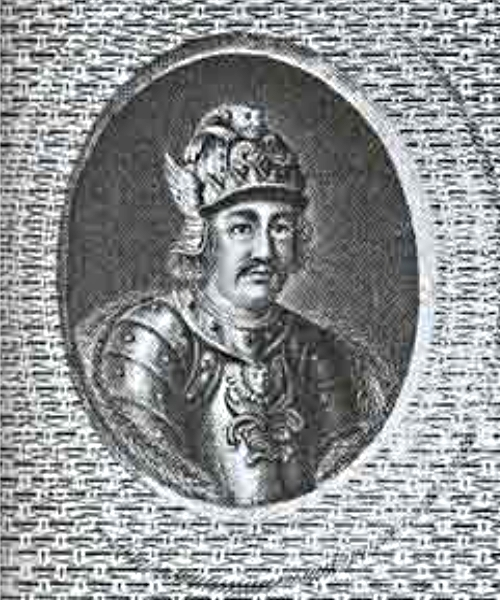
Михалко Юрьевич

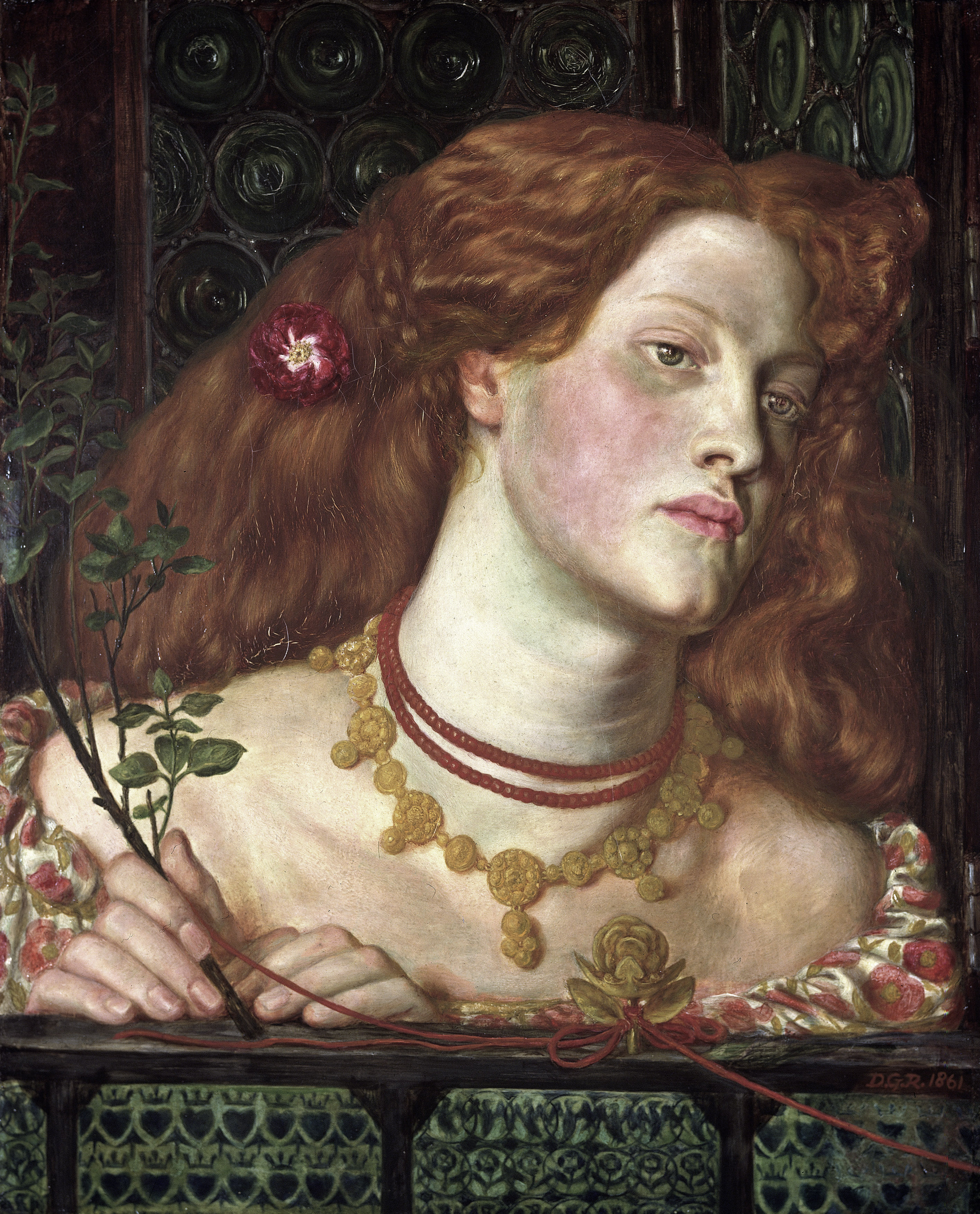
Розамунда Клиффорд

В этой статье представлен список известных людей, умерших в 1176 году.
См. также: Категория:Умершие в 1176 году

## Январь
- 8 января — Манассия де Йерж, коннетабль Иерусалимского королевства.
- 19 января — Юрий Владимирович — князь муромский (1162—1176)
- 25 января — Ибн Асакир — арабский историк, автор «Истории Дамаска»

## Февраль
- Якса из Копаницы — спревянский князь, противник Альбрехта Медведя при создании Бранденбургской марки.

## Апрель
- 18 апреля — Гальдино делла Сала — кардинал-священник Санта-Сабина (1165—1176), архиепископ Милана (1166—1176), святой римско-католической церкви.
- 20 апреля — Ричард де Клер — англонормандский аристократ, представитель младшей линии дома Де Клер, руководитель нормандского вторжения в Ирландию, 2-й граф Пембрук (1148—1154), первый лорд Лейнстера (1171—1176), юстициар Ирландии

## Май
- 13 мая — Матье (Маттиас) I Добродушный — герцог Лотарингии (1139—1176), участник второго крестового похода.

## Июнь
- 20 июня — Михалко Юрьевич — Великий князь киевский (1173), Великий князь Владимирский (1174, 1175—1176).

## Август
- 23 августа — Император Рокудзё (11), Император Японии (1165—1168).

## Сентябрь
- 1 сентября — Морис Фиц-Джеральд — англонормандский барон, один из первых участников нормандского вторжения в Ирландию, лорд Лланстефана, первый лорд Мейнута и Нейса (1171—1176), основатель дома Фицджеральдов.
- 17 сентября:
  - Бальдуин Антиохийский[англ.] — византийский генерал, погиб в битве при Мириокефале;
  - Иоанн Дука Комнин — византийский губернатор Кипра (1155—1176), отец Марии Комниной. Умер от ран после битвы при Мириокефале.
- 26 сентября — София Сальм-Рейнек[англ.] — графиня-консорт Голландии (ок. 1137—1157), жена Дирка VI.

## Октябрь
- 12 октября — Уильям д’Обиньи — англонормандский аристократ, 1-й граф Арундел (1143—1176).
- 19 октября — Герман I — граф Веймар-Орнамюнде (1167—1176).

## Дата неизвестна или требует уточнения
- Абу Шуайб[англ.] — мусульманский богослов, святой покровитель Аземмура.
- Анбал Ясин, ключник князя Андрея Боголюбского, один из главных его убийц.
- Афанасий Затворник — инок Киево-Печерского монастыря. Святой Русской церкви.
- Бернард — Кардинал-епископ Порто-Санта Руфина (1158—1176)
- Вильгельм I — граф Юлиха (1143—1176).
- Гуго Фальканд, итальянский хронист и государственный деятель, один из летописцев Сицилийского королевства.
- Принцесса Ёсико[англ.] — императрица-консорт Японии (1159—1162), жена Императора Нидзё.
- Михаил Аспиет, византийский военный деятель.
- Пьер I де Фландр[нем.] — епископ Камбре (1167—1173)
- Рабодо фон Лобдабург[нем.] — епископ Шпейера (1167—1176).
- Розамунда Клиффорд — любовница английского короля Генриха II Плантагенета
- Чекава Еше Дордже[англ.] — геше буддистской школы Кадам.
- Эрмессинда — последняя графиня Мельгёй (1170/1172—1176)